# Skolgatan, Malmö
Skolgatan är en historisk gatusträckning inom delområdet Rådmansvången i stadsområdet Norr i Malmö som sträckte sig från Föreningsgatan till Smedjegatan. Den är numera uppdelad i Norra Skolgatan och Södra Skolgatan, men det gamla namnet kvarlever i folkmun som benämning på hela sträckningen.
Skolgatan, som finns med på stadsingenjör Jöns Åbergs karta från 1882, har fått sitt namn efter Monbijouskolan, den äldsta skolan i Södra Förstaden. År 1973 stängdes den av för biltrafik vid Barkmansgatan och uppdelades samtidigt i två gator, Norra Skolgatan och Södra Skolgatan. Den sistnämnda har också blivit en återvändsgata genom avstängning vid den södra änden vid Smedjegatan.
Gatunamnet Skolgatan fanns även inom Limhamns köping. Inför inkorporeringen ändrades 1914 detta namn till Björngatan.

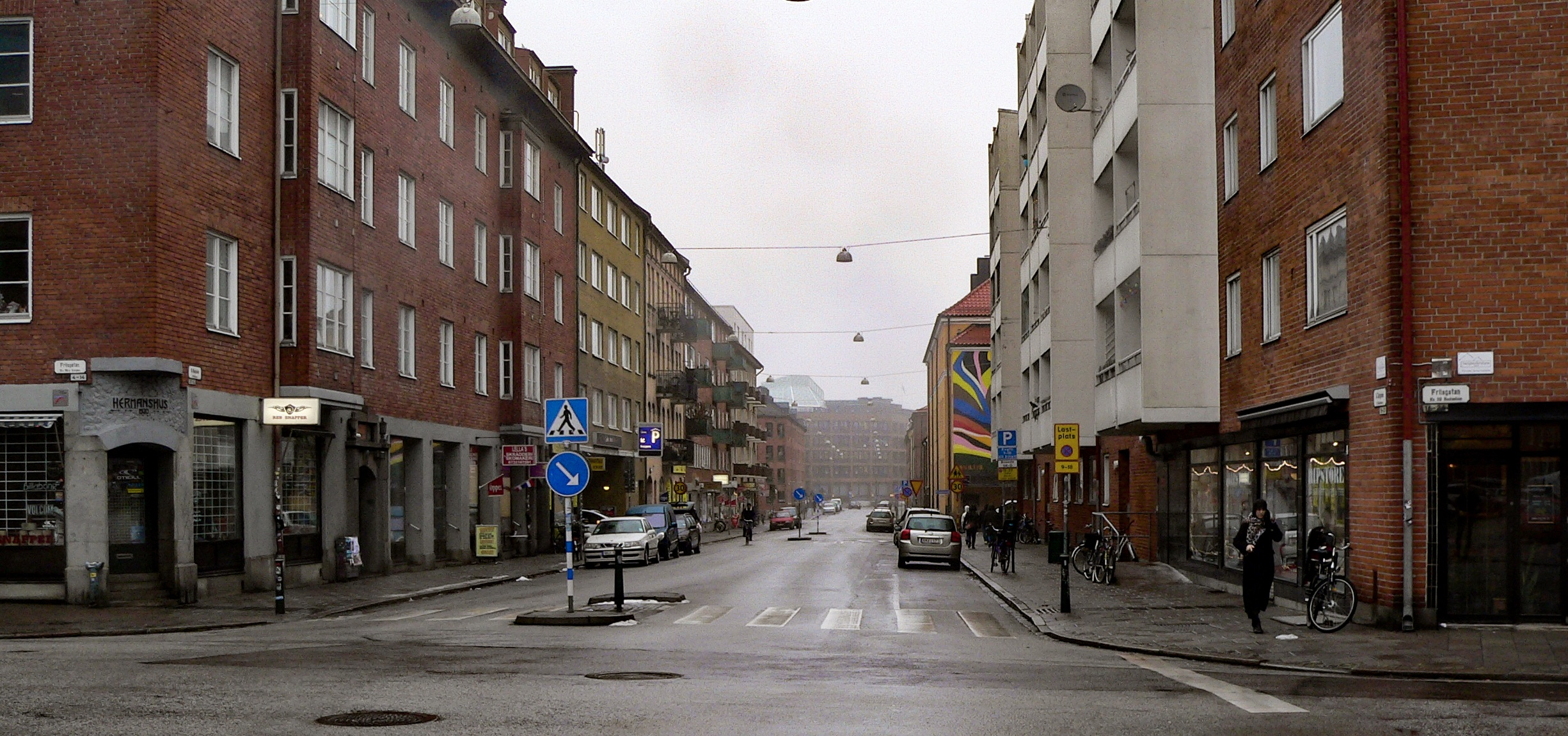
Norra Skolgatan sedd mot norr från Friisgatan. Den gula byggnaden med den färgglada graffitin/målningen på höger sida är Monbijouskolan.